# NGC 2122
NGC 2122 (другое обозначение — ESO 57-EN41) — звёздная ассоциация в созвездии Столовая Гора.
Этот объект входит в число перечисленных в оригинальной редакции «Нового общего каталога».
Содержит около 50 звёзд массивнее 10 масс Солнца. В ассоциации были обнаружены 2 красных сверхгиганта, в дополнение к ранее известному LH 117 B2 I. Все эти сверхгиганты сформировались на 6-10 миллионов лет раньше большинства других членов ассоциации.